# Светско првенство у атлетици на отвореном 2022 — штафета 4 × 100 метара за жене
Трка штафета 4 х 100 метара у женској конкуренцији на 18. Светском првенству у атлетици 2022. у Јуџину (Сједињене Државе) одржано је 22. и 23. јула 2022. године на Хејвард филду.
Титулу светских првакиња из Дохе 2019. бранила је штафета Јамајке.

## Освајачи медаља
|                                                                    |                                                                                     |                                                                                |
| САД · Мелиса Џеферсон · Еби Стајнер · Џена Прандини · Тваниша Тери | Јамајка · Кемба Нелсон · Елејн Томпсон-Хера · Шели-Ен Фрејзер-Прајс · Шерика Џексон | Немачка · Татјана Пинто · Александра Бургхарт · Ђина Лукенкемпер · Ребека Хазе |

## Рекорди
Рекорди у штафети 4х100 метара за жене пре почетка светског првенства 15. јула 2022. године:
| Рекорди пре почетка Светског првенства 2022.  | Рекорди пре почетка Светског првенства 2022.                                                    | Рекорди пре почетка Светског првенства 2022. | Рекорди пре почетка Светског првенства 2022. | Рекорди пре почетка Светског првенства 2022. |
| --------------------------------------------- | ----------------------------------------------------------------------------------------------- | -------------------------------------------- | -------------------------------------------- | -------------------------------------------- |
| Олимпијски рекорди                            | Сједињене Државе · (Бјанка Најт, Алисон Филикс, Маршевет Мајерс, Кармелита Џетер)               | 40,82                                        | Лондон, Уједињено Краљевство                 | 10. август 2012.                             |
| Светски рекорд                                | Сједињене Државе · (Бјанка Најт, Алисон Филикс, Маршевет Мајерс, Кармелита Џетер)               | 40,82                                        | Лондон, Уједињено Краљевство                 | 10. август 2012.                             |
| Рекорд светских првенстава                    | Јамајка · (Вероника Кембел-Браун, Наташа Морисон, Елејн Томпсон, Шели-Ен Фрејзер-Прајс)         | 41,07                                        | Пекинг, Кина                                 | 25. август 2015.                             |
| Најбољи светски резултат сезоне               | Швајцарска · (Џералдин Фреј, Муџинба Камбунђи, Саломе Кора, Ајла дел Понте)                     | 42,13                                        | Стокхолм, Шведска                            | 30. јун 2022.                                |
| Европски рекорд                               | Источна Немачка · (Зилке Гладиш, Сабине Ригер, Ингрид Ауерсвалд, Марлис Гер)                    | 41,37                                        | Канбера, Аустралија                          | 6. октобар 1985.                             |
| Северноамерички рекорд                        | Сједињене Државе · (Бјанка Најт, Алисон Филикс, Маршевет Мајерс, Кармелита Џетер)               | 40,82                                        | Лондон, Уједињено Краљевство                 | 10. август 2012.                             |
| Јужноамерички рекорд                          | Бразил · (Евелин Дос Сантос, Ана Клаудија Лемос да Силва, Франсијела Красуки, Росанжела Сантос) | 42,29                                        | Москва, Русија                               | 18. август 2013.                             |
| Афрички рекорд                                | Нигерија · (Беатрис Утонду, Фејт Идехен, Кристи Опара Томпсон, Мери Оњали)                      | 42,39                                        | Барселона, Шпанија                           | 7. август 1992.                              |
| Азијски рекорд                                | Кина · (Лин Сјао, Ли Јали, Љу Сјаомеј, Ли Сјемеј)                                               | 42,23                                        | Шангај, Кина                                 | 23. октобар 1997.                            |
| Океанијски рекорд                             | Аустралија · (Рејчел Меси, Сузан Броудрик, Џоди Ламберт, Мелинда Гејсфорд Тејлор) ·             | 42,99                                        | Полокване, Јужноафричка Република            | 18. март 2000.                               |
| Рекорди остварени на Светском првенству 2022. |                                                                                                 |                                              |                                              |                                              |
| Најбољи светски резултат сезоне               | Велика Британија · (Аша Филип, Имани Лансикуот, Ешли Нелсон, Дарил Неита)                       | 41,99                                        | Јуџин, САД                                   | 22. јул 2022.                                |
| Најбољи светски резултат сезоне               | Сједињене Државе · (Мелиса Џеферсон, Aleia Hobbs, Џена Прандини, Тваниша Тери)                  | 41,56                                        | Јуџин, САД                                   | 22. јул 2022.                                |
| Најбољи светски резултат сезоне               | Сједињене Државе · (Мелиса Џеферсон, Еби Стајнер, Џена Прандини, Тваниша Тери)                  | 41,14                                        | Јуџин, САД                                   | 23. јул 2022.                                |
| Афрички рекорд                                | Нигерија · (Џој Чинење Удо-Габријел, Фавор Офили, Розмери Чуквума, Нзубечи Грејс Нвокоча)       | 42,22                                        | Јуџин, САД                                   | 23. јул 2022.                                |

## Критеријум квалификација
Десет штафета се квалификовало као финалисти Светског првенства у такмичењу штафета 2021. године а шест се пласирало на основу најбољих резултата постигнутим између 27. децембра 2020. и 26. јуна 2022. године.

## Сатница
| Датум         | Време | Коло          |
| ------------- | ----- | ------------- |
| 22. јул 2022. | 17:40 | Квалификације |
| 23. јул 2022. | 19:40 | Финале        |

Сва времена су по локалном времену (UTC-9)

## Резултати

### Квалификације
Такмичење је одржано 22. јула 2022. године. У квалификацијама су учествовале 16 екипа, подељене у 2 групе. У финале су се пласирале по три првопласиране из група (КВ) и две на основу постигнутог резултата (кв).,,
Почетак такмичења: Група 1 у 17:40 и Група 2 у 17:49 по локалном времену.
| Поз. | Гру. | Штафета              | Атлетичарке                                                                  | НР    | Вр.          | Бел.    |
| ---- | ---- | -------------------- | ---------------------------------------------------------------------------- | ----- | ------------ | ------- |
| 1.   | 2    | САД                  | Мелиса Џеферсон, Aleia Hobbs, Џена Прандини, Тваниша Тери                    | 40,82 | 41,56        | КВ, СРС |
| 2.   | 1    | Уједињено Краљевство | Аша Филип, Имани Лансикуот, Ешли Нелсон, Дарил Неита                         | 41,55 | 41,99        | КВ, СРС |
| 3.   | 1    | Јамајка              | Брајана Вилијамс, Наталија Вајт, Ремона Берчел, Кемба Нелсон                 | 41,02 | 42,37        | КВ, НРС |
| 4.   | 1    | Немачка              | Татјана Пинто, Александра Бургхарт, Ђина Лукенкемпер, Ребека Хазе            | 41,37 | 42,44        | КВ, НРС |
| 5.   | 2    | Шпанија              | Соња Молина-Прадос, Џејл Бесту, Пола Севиља, Марија Изабел Перез             | 43,28 | 42,61        | КВ, НР  |
| 6.   | 2    | Нигерија             | Џој Чинење Удо-Габријел, Фавор Офили, Розмери Чуквума, Нзубечи Грејс Нвокоча | 42,39 | 42,68        | КВ, НРС |
| 7.   | 2    | Италија              | Зајнаб Досо, Далија Кадари, Ана Бонђорни, Виторија Фонтана                   | 42,84 | 42,71        | кв, НР  |
| 8.   | 2    | Швајцарска           | Џералдин Фреј, Сара Ачо, Саломе Кора, Ајла Дел Понтеа                        | 42,05 | 42,73        | кв      |
| 9.   | 1    | Кина                 | Хе Ли, Манћи Ге, Јунгли Веј, Сјаођинг Љанг                                   | 42,23 | 42,93        | НРС     |
| 10.  | 1    | Канада               | Кристал Емануел, Хамица Бингам, Жаклин Мадого, Леја Бјукенен                 | 42,60 | 43,09        |         |
| 11.  | 1    | Пољска               | Магдалена Стефанович, Мартина Котвила, Марика Попович-Драпала, Ева Свобода   | 42,68 | 43,19        | НРС     |
| 12.  | 1    | Јапан                | Масуми Аоки, Ариса Кимишима, Меј Кодама, Мидори Микасе                       | 43,39 | 43,33        | НР      |
| 13.  | 2    | Холандија            | Андреа Боума, Зу Седнеј, Minke Bisschops, Наоми Седнеј                       | 42,04 | 43,46 (.458) |         |
| 13.  | 2    | Данска               | Мете Граверсгард, Матилде У. Крамер, Астрид Гленер-Франдсен, Ида Карстофт    | 43,51 | 43,46 (.458) | НР      |
| 15.  | 2    | Еквадор              | Јулијана Ангуло, Габријела Анахи Суарес, Никол Каиседо, Никол Џамин Чала     | 43,69 | 44,17        | НРС     |
| 16.  | 1    | Ирска                | Џоан Хили, Адејими Талаби, Лорен Рој, Сара Лихи                              | 43,80 | 44,48        |         |

### Финале
Такмичење је одржано 23. јула 2022. године са почетком у 19:30 по локалном времену.,
| Пласман | Штафета              | Атлетичарке                                                                  | Резултат | Белешке |
| ------- | -------------------- | ---------------------------------------------------------------------------- | -------- | ------- |
|         | САД                  | Мелиса Џеферсон, Еби Стајнер, Џена Прандини, Тваниша Тери                    | 41,14    | СРС     |
|         | Јамајка              | Кемба Нелсон, Елејн Томпсон-Хера, Шели-Ен Фрејзер-Прајс, Шерика Џексон       | 41,18    | НРС     |
|         | Немачка              | Татјана Пинто, Александра Бургхарт, Ђина Лукенкемпер, Ребека Хазе            | 42,03    | НРС     |
| 4.      | Нигерија             | Џој Чинење Удо-Габријел, Фавор Офили, Розмери Чуквума, Нзубечи Грејс Нвокоча | 42,22    | АФР, НР |
| 5.      | Шпанија              | Соња Молина-Прадос, Џејл Бесту, Пола Севиља, Марија Изабел Перез             | 42,58    | НР      |
| 6.      | Уједињено Краљевство | Аша Филип, Имани Лансикуот, Дина Ашер Смит, Дарил Неита                      | 42,75    |         |
| 7.      | Швајцарска           | Џералдин Фреј, Муџинба Камбуђи, Саломе Кора, Ајла Дел Понтеа                 | 42,81    |         |
| 8.      | Италија              | Зајнаб Досо, Далија Кадари, Ана Бонђорни, Виторија Фонтана                   | 42,92    |         |